# Solymes
Solyme est également le nom de Jérusalem en ancien français.
Dans la mythologie grecque, les Solymes sont un peuple de Lycie, installé non loin de la chaîne des Monts Taurus, en Asie mineure, dans l'actuelle Turquie. Décrits comme sauvages et belliqueux, c'est en les combattant que Bellérophon perdit son fils Isandros, tué par Arès. Et c'est pendant cette guerre que mourut la fille de Bellérophon, Laodamie, de maladie soudaine et inconnue.